# Осетинское пиво

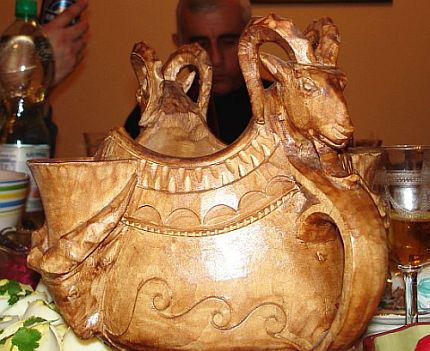
Традиционная осетинская пивная чаша с осетинским пивом

Осетинское пиво (осет. бæгæны) — традиционное пиво осетин. 
Пиво для осетин имеет сакральное значение, ни одно торжество (осет. куывд) не обходится без него — свадьба, праздничная трапеза. За три дня до праздника — например, свадьбы — начинали варить пиво в больших медных котлах, на костре, разведённом под котлом.

## Происхождение
В  Нартском эпосе создание пива приписывают центральной женской фигуре сказаний — Шата́не. По легенде, Урызмаг увидел в лесу птичку, поклевавшую хмеля и упавшую заживо на землю. Он отнёс её домой, рассказал о случившемся жене Шатане. Та приготовила сусло из ячменя, заквасила его хмелем и получила густое чёрное пиво.

## В застолье
Любое торжество у осетин начиналось с молитвы старшего (осет. хистæр) к Богу (осет. Хуыцау). Перед ним на столе — три осетинских пирога, а в руках — чаша с осетинским пивом. Когда молитва была закончена, то к старшему подходит самый младший и отрывал частичку от верхнего пирога, стоящих на столе возле него трех пирогов и запивал эту частичку из рук старшего осетинским пивом. После этого чаша шла по кругу стола и все участники застолья отпивали от неё несколько глотков, после чего возвращалась опять к старшему, который допивал оставшееся пиво до конца.

## Состав
- Питьевая вода — 40—50 л;
- Ячмень — 1,5 кг;
- Пшеница — 1,5 кг;
- Белая кукурузная мука — 2 кг;
- Дрожжи — 75 г;
- Сахар — 100 г.

Ячмень и пшеницу заливают водой и оставляют отстаиваться в течение суток. Затем воду сливают, а влажные зёрна оставляют до тех пор, пока они не прорастут. После чего зёрна с ростками перемалывают — получается солод, который заливают тёплой водой и дают отстояться в течение четырёх часов. Получившуюся смесь доводят до кипения и варят на медленном огне в течение двух часов. Кукурузную муку обжаривают до коричнеого цвета, после чего высыпают в предварительно процеженную смесь и варят ещё в течение трёх часов. Затем охлаждают до 35 °C и заливают заранее разведёнными дрожжами. Получившуюся смесь укрывают и ставят в тёплое место. Через сутки пробродившее пиво ещё раз процеживают, после чего по желанию добавляют сахар.